# Teodor T. Nalbant
Teodor T. Nalbant (n. 18 decembrie 1933, Constanța, România – d. 12 noiembrie 2011) a fost un ihtiolog român de prestigiu internațional.

## Biografie
Teodor Nalbant s-a născut la 18 decembrie 1933, la Constanța, în apropiere de Marea Neagră, unde a petrecut o parte din copilărie în rândul pescarilor din Delta Dunării. În 1939, familia Nalbant s-a mutat la Tulcea, unde Teodor Nalbant a început să simtă atracția Deltei. Apoi familia sa s-a mutat la București.
După terminarea liceului, a studiat biologia, inițial la Facultatea de Biologie din Cluj, apoi la Universitatea din București, unde a absolvit studiile universitare în 1958. La Facultatea de Biologie din Cluj, a fost îndrumat de profesorii Sergiu Cărăușu și Eugen A. Pora. Aici Teodor Nalbant l-a cunoscut pe Dr. Petru Bănărescu, care i-a devenit un bun prieten, cu care a scris în colaborare peste 40 de lucrări de specialitate, în 50 de ani.
După absolvire, Teodor Nalbant a lucrat ca biolog la Institutul de Studii și Cercetări Hidrotehnice, apoi la Institutul de Cercetări Piscicole. Între 1970-1975, Teodor Nalbant a lucrat la Muzeul Grigore Antipa din București, unde a fost muzeograf principal. Apoi a lucrat la Institutul de Cercetări în Biologie, ca specialist în evoluționism.

## Activitate științifică
Teodor Nalbant, de-a lungul a 60 de ani, a desfășurat o vastă activitate de cercetare științifică în domeniul ihtiofaunei, investigând deopotrivă peștii din apele dulci și marine românești, dar și peștii din mările și oceanele planetei, participând la numeroase expediții în regiunile din Oceanul Atlantic, Oceanul Indian și Oceanul Pacific.
A descris împreună cu mentorul său, academicianul Petru Bănărescu 82 de taxoni de pești noi (o subfamilie, 23 de genuri și subgenuri și 58 de specii). A studiat mai ales sistematica, filogenia și zoografia peștilor din familiile Cyprinidae și Cobitidae. În 1965 a descoperit  un fenomen unic de migrație  speciei Caspialosa pontica, care are loc o dată la 10-12 ani.
A scris în calitate de autor și coautor peste 150 de lucrări de sistematică, faunistică, ecologie, etologie, zoogeografie, paleontologie, protecția naturii, publicate în țară și străinătate. A participat la constituirea Colecției științifice de Pești “Bănărescu-Nalbant” donată Muzeului Grigore Antipa, care însumează peste 20.000 de exemplare, fiind considerată cea mai bogată și mai completă colecție de Cobitidae din lume.
Teodor Nalbant a studiat și fauna exotică  din nordul oceanului Pacific, oceanul Atlantic și Indian și din râurile din Africa Centrală, Afghanistan, Himalaya, India, Iran, Turcia, Cuba.
Există genuri, subgenuri și specii de pești care îi poartă numele: genul Nalbantichtys (Schultz, 1967), Nalbantius (Mauge & Bauchot, 1984) și speciile Schistura nalbanti (Mîrza & Bănărescu, 1979) și Cyclaspis nalbanti (Petrescu, 1998).